# جنگل کاسف
جنگل کاسف نام جنگلی در نزدیکی روستای کاسف، شهرستان بردسکن است که در فاصله ۳۲ کیلومتری شمال بردسکن قرار دارد.